# Seguridad vial en Chile
La seguridad vial en Chile se refiere a las regulaciones, acciones gubernamentales y de la sociedad civil que tienen como objetivo proteger la salud  de las personas que usan la vía pública en ese país, ya sean automovilistas, peatones, ciclistas o motociclistas y evitar siniestros de tránsito. Entre las acciones previstas están las campañas de prevención, la evolución de la reglas de tránsito, su aplicación y cumplimiento. 

## Fallecidos y lesionados
Como la seguridad vial es un elemento de salud pública, una estadística importante es el número de fallecidos por siniestros de tránsito.
En Chile, el número de fallecidos es registrado históricamente por Carabineros de Chile quienes deben presentarse en el mismo lugar del siniestro en cuanto son informados del hecho. Los datos de Carabineros registran fallecidos dentro de las primeras 24 horas de ocurrido el siniestro. Para comparar el estándar internacional, que es de registrar los fallecidos dentro de las primeros 30 días después del siniestro, se debe multiplicar esta cifra por un factor 1,3.
Por otro lado, el Ministerio de Salud entrega una cifra de víctimas fatales de accidentes de tránsito, serie disponible desde el año 2000. Estas cifras surgen del cruce de diferentes bases de datos: Carabineros, Egresos Hospitalarios, Medicina Legal, Protocolos de autopsia y de Accidentes laborales fatales. Los datos del Ministerio de Salud registran todas las muertes ocurridas independientemente del lapso transcurrido entre el siniestro de tránsito y el momento del deceso de la víctima. Estos datos suelen estar disponibles con un desfase de dos años.

### Números
Durante el año 2018, según las informaciones de Carabineros de Chile se registraron en el país 89.311 siniestros de tránsito, dejando como consecuencia, dentro de las primeras 24 horas, a 1.507 fallecidos (1.960 fallecidos estimados dentro de los primeros 30 días) y 57.939 lesionados de distintas consideraciones.
| Siniestros | Fallecidos (24H) | Fallecidos estimados a 30 días | Lesionados graves | Lesionados menos graves | Lesionados leves | Total lesionados | Total víctimas |
| 89.311     | 1.507            | 1.960                          | 7.859             | 4.092                   | 45.988           | 57.939           | 59.446         |

Según los últimos datos del Ministerio de Salud, en 2015 hubo 1 958 fallecidos.
En 2015, Chile fue el país de la Organización para la Cooperación y el Desarrollo Económicos (OCDE) que tenía la peor tasa de mortalidad con 12.4 fallecidos por cada 100 000 habitantes.

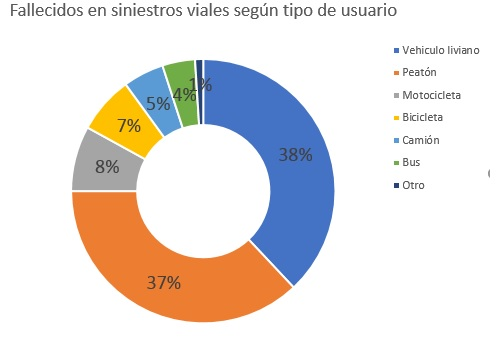

### Tipo de víctimas
El principal problema de riesgo vial en Chile son las fatalidades de usuarios vulnerables. Estos corresponden a peatones, ciclistas y motociclistas fundamentalmente, ya que no están protegidos por algún tipo de carrocería o estructura. Los usuarios vulnerables representan más de 50% de los fallecidos en 2015.
Los automovilistas (pasajeros y conductores) representan 38% de los fallecidos en siniestros de tránsitos.
|  | Gráfico no disponible temporalmente debido a problemas técnicos. |

|  | Gráfico no disponible temporalmente debido a problemas técnicos. |

### Performancias regionales
| Región                       | Fallecidos (2018, conaset) dentro de las primeras 24 horas· | Población (2017) | Fallecido per 100000 |
| ---------------------------- | ----------------------------------------------------------- | ---------------- | -------------------- |
| Región de Arica y Parinacota | 35                                                          | 226068           | 15.5                 |
| Región de Tarapacá           | 32                                                          | 330558           | 9.7                  |
| Región de Antofagasta        | 60                                                          | 607534           | 9.9                  |
| Región de Atacama            | 32                                                          | 286168           | 11.2                 |
| Región de Coquimbo           | 78                                                          | 757586           | 10.3                 |
| Región de Valparaíso         | 137                                                         | 1815902          | 7.5                  |
| Región Metropolitana         | 370                                                         | 7112808          | 5.2                  |
| Región de O'Higgins          | 108                                                         | 914555           | 11.8                 |
| Región del Maule             | 149                                                         | 1044950          | 14.3                 |
| Región de Ñuble              | 62                                                          | 480609           | 12.9                 |
| Región del Biobío            | 139                                                         | 1556805          | 8.9                  |
| Región de la Araucanía       | 106                                                         | 957224           | 11.1                 |
| Región de Los Ríos           | 47                                                          | 384837           | 12.2                 |
| Región de Los Lagos          | 129                                                         | 828708           | 15.6                 |
| Región de Aysén              | 1                                                           | 103 158          | 1.0                  |
| Región de Magallanes         | 22                                                          | 166 533          | 13.2                 |

### Causa de siniestros
En 2016, según la información de Carabineros de Chile, dentro de las primeras 24 horas, la “velocidad imprudente y pérdida de control del vehículo” fue la primera causa de muertes en siniestros de tránsito (536 fallecidos), al igual que en los últimos 10 años (4.440 fallecidos). De 2007 a 2016, la imprudencia del conductor es la segunda causa con 3651 fallecidos, seguida por la imprudencia del peatón (3619 fallecidos) y el consumo de alcohol al manejar (1823 fallecidos). El consumo de drogas no es controlado en ruta ni post siniestro.
| Causa del siniestro                                    | Fallecido dentro de las primeras 24 horas |
| ------------------------------------------------------ | ----------------------------------------- |
| Velocidad imprudente y pérdida de control del vehículo | 4440                                      |
| Imprudencia del conductor                              | 3651                                      |
| Imprudencia del peatón                                 | 3619                                      |
| Alcohol en conductor                                   | 1823                                      |
| Alcohol en peatón                                      | 815                                       |
| Desobediencia a señalización                           | 760                                       |
| Otras causas                                           | 394                                       |
| Drogas y/o fatiga en conductor                         | 277                                       |
| Causas no determinadas                                 | 206                                       |
| Fallas mecánicas                                       | 140                                       |
| Deficiencias viales                                    | 37                                        |
| Imprudencia del pasajero                               | 33                                        |
| Alcohol en pasajero                                    | 5                                         |

## Instituciones de seguridad vial
Las instituciones encargadas de regular la seguridad vial en Chile son:

### CONASET
El año 1993 fue creada la Comisión Nacional de Seguridad de Tránsito (CONASET) con el objetivo central de prevenir siniestros de tránsito y sus consecuencias, coordinando las labores en materia de seguridad vial de los siguientes diez ministerios: Interior y Seguridad Pública, Educación, Justicia y Derechos Humanos, Obras Públicas, Salud, Vivienda y Urbanismo, Transportes y Telecomunicaciones, Trabajo y Previsión Social, Secretaría General de Gobierno, Secretaría General de la Presidencia; además de Carabineros de Chile.
De acuerdo al Decreto Supremo 223 del 27 de diciembre de 1993, a CONASET le corresponde asesorar al Presidente de la República en materias referidas a disminuir la elevada tasa de siniestros de tránsito que ocurren en el país. Para ello el ámbito de competencia abarca todas aquellas materias asociadas a la seguridad de tránsito.

### SIAT
La Sección de Investigación de Accidentes de Tránsito (SIAT) es una unidad especializada de Carabineros de Chile cuyo objetivo es investigar las causas y dinámicas relacionadas con los siniestros de tránsito.

### Departamento de Seguridad Vial de la Dirección de Vialidad
El Departamento de Seguridad Vial promueve el tratamiento integral de los riesgos viales, y asesora a la Dirección de Vialidad en dichas materias. También establece las normas de las infraestructuras de seguridad vial contenidos en el volumen 6 del Manual de Carreteras Chileno.

## Normas de las infraestructuras de seguridad vial
Las normas de las infraestructuras de seguridad vial contenidos en el volumen 6 del Manual de Carreteras Chileno. En este Volumen se presentan distintos aspectos de Seguridad Vial que deben ser considerados durante el Ciclo de Vida de un Proyecto. Se incluyen temas tales como: Marco Legal e Institucionalidad de la Seguridad Vial, Señalización Vertical, Señalización Horizontal (demarcaciones), Elementos de Apoyo, Sistemas de Contención, Velocidades, Peatones, Ciclistas, Iluminación, Publicidad, Accidentes, Gestión Vial.

## Velocidad máxima
La velocidad es un factor clave en la frecuencia de los siniestros de tránsito pero también en sus consecuencias. Por lo tanto, tener un límite de velocidad responsable es un elemento importante de la seguridad vial.

### Aumento de la velocidad en zonas urbanas (2002)
El 7 de agosto de 2002, la velocidad en zonas urbanas aumentó de 50 a 60 km/h. Esta medida aumentó el número de muertos en siniestros de tránsito. De acuerdo a las estadísticas, el año siguiente (2003) los siniestros de tránsito en zonas urbanas, cuya causa puede ser atribuible a velocidad excesiva aumentaron en un 29%; del mismo modo, los fallecidos aumentaron en un 25%.

### Reducción de la velocidad en zonas urbanas (2018)
En agosto de 2015 el Ministerio de Transportes y Telecomunicaciones ingresó al Congreso un proyecto de Ley que propone reducir el límite de velocidad urbano de 60 a 50 km/h. Estudios demuestran que estableciendo límites de velocidad más bajos, se logra reducir el número de accidentes, lesionados y fallecidos.
El 4 de agosto de 2018, la reducción fue publicada como ley en Chile.

### Límite de velocidad desde agosto de 2018
- Zonas urbanas: 50 km/h
- Zonas rurales
  - Caminos de una pista de circulación por sentido: 100 km/h
  - Caminos de dos o más pistas de circulación por sentido: 120 km/h[19]

### Zonas de Tránsito Calmado
Además del límite de velocidad por defecto en zonas urbanas, se ha agregado el noviembre de 2018 en la ley de tránsito de Chile, el concepto de Zonas de Tránsito Calmado que tienen límite de velocidad más bajos. Se definen como : "Vía o conjunto de vías emplazadas en zonas urbanas, definidas dentro de una determinada área geográfica, en las que a través de condiciones físicas u operacionales de las vías se establecen velocidades máximas de circulación inferiores a las establecidas en esta ley, pudiendo éstas ser de 40 kilómetros por hora, 30 kilómetros por hora o 20 kilómetros por hora.”

## Exceso de velocidad
El exceso de velocidad sigue siendo la primera causa de fallecidos en siniestros de tránsito en Chile. La lucha contra el exceso de velocidad es una prioridad y una tarea permanente. Actualmente en Chile, la fiscalización de la velocidad se realiza exclusivamente con capital humano, Carabineros de Chile e Inspectores Fiscales. Así se logra detectar solo tres de 10 mil infracciones de tránsito relacionadas con el exceso de velocidad.
Según un estudio hecho en 2014-2015,  50% de los conductores manejan a exceso de velocidad de manera permanente en zonas rurales y 40% en zonas urbanas. Algunas de los proyectos para bajar este cifra son:

### Control de velocidad con tecnología
El control de velocidad con el uso de tecnología es una medida muy eficiente para reducir el exceso de velocidad.

#### Fotorradares
En 1998 se dio inicio al sistema con una experiencia piloto liderada por la Comisión Nacional de Seguridad de Tránsito (CONASET) y la Municipalidad de Santiago. En esta primera fase se situaron fotorradares en tres intersecciones de la zona céntrica de Santiago que tenían una alta tasa de accidentes. A los pocos días de su puesta en marcha, se calculó un promedio de 1.000 infracciones diarias. Posteriormente, esta medida fue adoptada por otros municipios.
Las distintas comunas comenzaron a operar con fotorradares a través de un sistema de concesión: la municipalidad que deseaba implementar este sistema llamaba a una licitación, para que una empresa lo administrara. Este mecanismo también fue objeto de crítica. A medida que los reproches empezaron a extenderse se generó un debate. Los principales grupos de interés involucrados en esta discusión fueron: los automovilistas, las autoridades encargadas de la prevención de siniestros (CONASET), los concesionarios de fotorradares (empresarios) y las municipalidades.
Los debates fueron tan animados que la ley suspendió el uso de fotorradares el 6 de febrero de 2002 y se prohibió su uso por parte de los municipios el 7 de agosto de 2002.
Los estudios muestran que los fotorradares fueron efectivos en Chile al nivel de la seguridad vial.

#### Centro Automatizado de Tratamiento de Infracciones (CATI)
El 28 de enero de 2013, el Ministerio de Transporte presentó un proyecto para crear el Centro Automatizado de Tratamiento de Infracciones (CATI), este proyecto permitiría implementar un sistema moderno que identifique y multe a los vehículos que transiten a exceso de velocidad por las zonas más peligrosas de la ciudad. En dichos puntos estarían instaladas cámaras de seguridad que permitirían identificar a quienes incurran en dichas faltas.
El proyecto tiene como objetivo evitar las multas y prevenir los accidentes por exceso de velocidad. Este organismo sería un servicio descentralizado, de carácter fiscalizador, el cual sería dependiente del Ministerio de Transportes y Telecomunicaciones. Este proyecto quiere ser una mejor implementacíon del control de velocidad con uso de tecnología. Este proyecto fue aprobado por el congreso el 24 de enero de 2013 luego de cerca de 9 años de tramitación.

### Sanciones contra el exceso de Velocidad
Los sanciones del exceso de velocidad en Chile son las siguientes:
- de 5 a 10 km/h sobre el límite -> infracción menos grave -> 0,5 a 1 UTM
- de 11 a 20 km/h sobre el límite -> infracción grave ->  1 a 1,5 UTM
- de 21 km/h sobre el límite -> infracción gravísima -> 1,5 a 3 UTM y suspensión de la licencia por 5 a 45 días.[31]

#### Sanciones contra el exceso de Velocidad con resultados de muerte o heridos
En caso de siniestros de tránsito a exceso de velocidad con resultados de muertes o heridos, la ley Chilena lo contempla como un Cuasidelito.

#### Sanciones contra la Velocidad Temeraria
El 4 de octubre de 2022, se promulgó una ley que sanciones para los conductores que sobrepasan el límite de velocidad en más de 60 km/h. Se denomina este concepto como “Velocidad Temeraria”.

## Cambios reglamentarios sobre los estándares de seguridad de los vehículos

### Sistema Antibloqueo de Frenos
Desde el 3 de octubre de 2020, todos los nuevos modelos de vehículos deben contar con un Sistema Antibloqueo de Freno (ABS).

### Programa Electrónico de Estabilidad
El 3 de octubre de 2021, todos los nuevos modelos de vehículos van a tener un Control de estabilidad.

## Cambios reglamentarios contra el consumo de alcohol y estupefacientes al manejar

### Ley de Tolerancia Cero
La Ley “Tolerancia Cero” entró en vigencia en marzo de 2012 como modificación de la Ley de Tránsito. La iniciativa legal bajó los grados de alcohol permitidos en la sangre para conducir, estableciendo el “estado de ebriedad” en 0,8 gramos por litro en sangre y “bajo la influencia del alcohol” en 0,3 gramos por litro en sangre.

### Ley Emilia
La normativa legal nació de una petición ciudadana y lleva el nombre de Emilia por la menor fallecida, Emilia Silva Figueroa. Representa a muchas familias y amigos que han perdido un ser querido a causa de un conductor irresponsable bajo los efectos del alcohol.
Con la Ley Emilia, que se encuentra vigente desde el 16 de septiembre de 2014, se sanciona con cárcel efectiva de al menos un año a los conductores en estado de ebriedad o bajo la influencia de estupefacientes que generen lesiones graves, gravísimas o la muerte. Además, con esta reforma se establece como delito fugarse del lugar del accidente y negarse a realizar el alcohotest o la alcoholemia.

### Narcotest
Dentro de la Ley Emilia se penaliza manejar bajo la influencia de estupefacientes, y desde el 16 de abril de 2019, Carabineros de Chile tiene herramientas para probar el consumo, el narcotest.

## Cambios reglamentarios contra distracción al volante

### Teléfono móvil
En 2005, se catalogó como falta grave el uso de teléfono móvil mientras conduce.

### Proyecto de ley NoChat
En enero de 2015, un proyecto de ley fue ingresado a la Cámara de Diputados con el objetivo reformular la legislación e incorporar de manera explícita en la normativa los distintos usos de teléfonos o equipos móviles que distraen a los conductores. En la iniciativa se elevó la sanción actual de grave a gravísima para los casos en que las personas utilicen una o ambas manos en los aparatos, quitando la atención visual a las condiciones de tránsito del momento . La moción lleva “durmiendo” en el Congreso cerca de cuatro años.

## Otros cambios reglamentarios

### Convivencia entre los diferentes usuarios

#### Ley de Convivencia de Modos de transporte
Regulación de la convivencia vial entre los distintos modos de transporte.  El objetivo de la ley es hacer convivir de manera armoniosa todos los modos de transporte. La idea es que tengan una posición de igualdad y ninguno esté por sobre otro.
Fue aprobada el 10 de mayo de 2018 y empezó a aplicarse el 11 de noviembre de 2018.

## Campañas de comunicación
Muchas campañas de concientización existen en Chile, creados por fundaciones de seguridad vial, mutuales de seguros y la CONASET. Aquí está un listado de algunas:
- "No chat a Bordo", contra el uso de celular al volante, campaña ONG No Chat[44]
- "Tolerancia Cero al Exceso de Velocidad", contra el exceso de velocidad, campaña CONASET[45]
- "Desacelérate", contra el exceso de velocidad, campaña CONASET[45]
- "Feliz 19" - contra el consumo de alcohol al volante durante las Fiestas Patrias, campaña CONASET[46]
- "NoLoLlamesAccidente" - para concientizar la gente al riesgo al manejar, campaña Intervial Chile[47]
- "Más que un número" - para dar conciencia del impacto humano de los siniestros viales, campaña Ciclorecreovía[48]
- "#Cuídame, Mes de la Seguridad Vial Infantil" - Campaña para graficar los peligros de llevar menores de 12 años en el asiento del copiloto y no utilizar ningún sistema de SRI en el asiento trasero, campaña fundación Emilia.[49]
- "La Velocidad Mata", sobre el riesgo de la velocidad en la conducción, campaña Movimiento contra el Exceso de velocidad Letal[50]

## Educación vial
La educación vial no es una asignatura obligatoria en la educación pública en Chile pero muchas fundaciones y organizaciones hacen campañas de concientización en los colegios. También la CONASET apoya colegios para enseñar la educación vial. No obstante, las Brigadas Escolares de Seguridad son agrupaciones voluntarias de estudiantes creadas en 1958, autogestionadas por cada establecimiento y que dentro de sus actividades, contempla el aprendizaje de las normas del tránsito bajo el monitoreo de Carabineros, quien les asigna un carabinero monitor para dichas tareas.

## Decenio de Acción para la Seguridad vial 2011-2020
En 2011 la Asamblea General de la Organización de las Naciones Unidas, proclamó el “Decenio de Acción para la Seguridad Vial 2011-2020”. Se trata de un plan cuyo objetivo principal es, primero, estabilizar las cifras de víctimas mortales en siniestros viales y luego reducirlas, aumentando las acciones en los planos nacional, regional y mundial.
Chile se sumó en 2011 al Plan por el Decenio de la Seguridad Vial. En la ocasión, el ministro de transportes de la época, Pedro Pablo Errázuriz, explicó que los siniestros viales son una “epidemia silenciosa” que significa la pérdida de 1.600 vidas al año.

## Evolución fallecidos y siniestros de tránsito en Chile
El número de víctimas fatales muestra una tendencia oscilante en el tiempo, pero estable. Las bajas pronunciadas de víctimas coinciden con los años de recesión económica. Esto pareciera ser el principal factor que impulsa el ciclo descendente de las fatalidades, poniendo de manifiesto la incapacidad de las políticas públicas en la materia por más de cuarenta años.
El año 2017 presenta un descenso de la mortalidad en accidentes viales, fenómeno sobre el que no hay una explicación confirmada todavía. 

### Gráfico

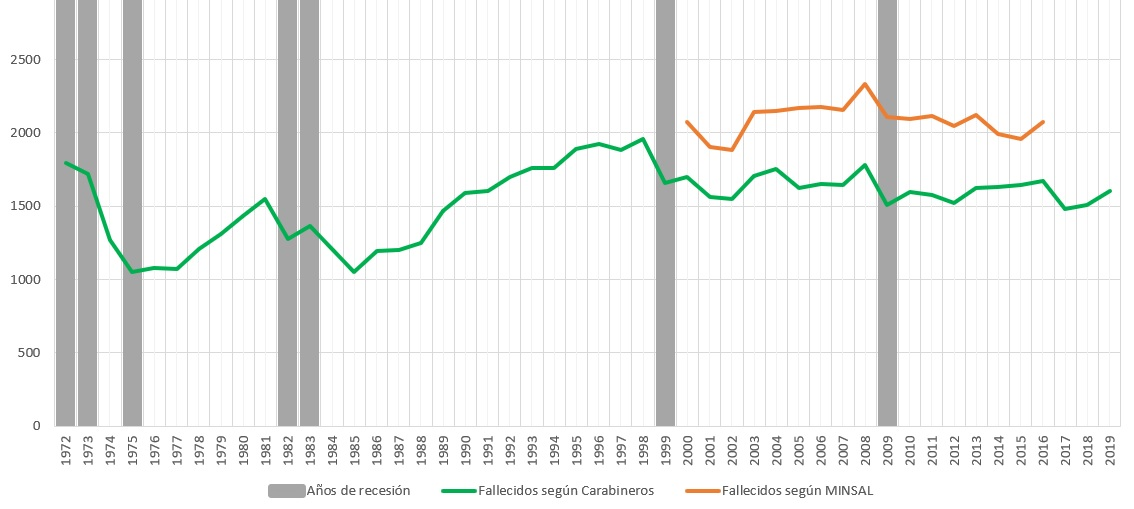

Fuente Bureau of Infrastructure, Transport and Regional Economics (BITRE)·.

### Fallecidos por año
| Año  | Fallecidos según los Carabineros De Chile (24 horas) | Fallecidos según los Carabineros de Chile (estimados a 30 días, con factor 1,3) | Fallecidos según el Ministerio de salud | Variación relativa (%) | Cambios                                                                                       |
| ---- | ---------------------------------------------------- | ------------------------------------------------------------------------------- | --------------------------------------- | ---------------------- | --------------------------------------------------------------------------------------------- |
| 1972 | 1.792                                                | 2.330                                                                           |                                         |                        | Recesión Económica                                                                            |
| 1973 | 1.719                                                | 2.235                                                                           |                                         | - 4,1                  | Recesión Económica                                                                            |
| 1974 | 1.269                                                | 1.650                                                                           |                                         | - 26,2                 |                                                                                               |
| 1975 | 1.054                                                | 1.370                                                                           |                                         | -16,9                  | Recesión Económica                                                                            |
| 1976 | 1.079                                                | 1.403                                                                           |                                         | + 2,4                  |                                                                                               |
| 1977 | 1.071                                                | 1.392                                                                           |                                         | - 0,7                  |                                                                                               |
| 1978 | 1.207                                                | 1.569                                                                           |                                         | + 12,7                 |                                                                                               |
| 1979 | 1.309                                                | 1.702                                                                           |                                         | + 8,5                  |                                                                                               |
| 1980 | 1.434                                                | 1.864                                                                           |                                         | + 9,5                  |                                                                                               |
| 1981 | 1.552                                                | 2.018                                                                           |                                         | + 8,2                  |                                                                                               |
| 1982 | 1.274                                                | 1.656                                                                           |                                         | - 17,9                 | Recesión Económica                                                                            |
| 1983 | 1.363                                                | 1.772                                                                           |                                         | + 7,0                  | Recesión Económica                                                                            |
| 1984 | 1.210                                                | 1.573                                                                           |                                         | - 11,2                 |                                                                                               |
| 1985 | 1.049                                                | 1.364                                                                           |                                         | - 13,3                 |                                                                                               |
| 1986 | 1.191                                                | 1.548                                                                           |                                         | + 13,5                 |                                                                                               |
| 1987 | 1.198                                                | 1.557                                                                           |                                         | + 0,6                  |                                                                                               |
| 1988 | 1.248                                                | 1.622                                                                           |                                         | + 4,2                  |                                                                                               |
| 1989 | 1.465                                                | 1.905                                                                           |                                         | + 17,4                 |                                                                                               |
| 1990 | 1.587                                                | 2.063                                                                           |                                         | + 8,3                  |                                                                                               |
| 1991 | 1.602                                                | 2.083                                                                           |                                         | + 0,9                  |                                                                                               |
| 1992 | 1.700                                                | 2.210                                                                           |                                         | + 6,1                  |                                                                                               |
| 1993 | 1.760                                                | 2.288                                                                           |                                         | + 3,5                  |                                                                                               |
| 1994 | 1.762                                                | 2.291                                                                           |                                         | + 0,1                  |                                                                                               |
| 1995 | 1.890                                                | 2.457                                                                           |                                         | + 7,3                  |                                                                                               |
| 1996 | 1.925                                                | 2.503                                                                           |                                         | + 1,9                  |                                                                                               |
| 1997 | 1.883                                                | 2.448                                                                           |                                         | - 2,2                  |                                                                                               |
| 1998 | 1.959                                                | 2.547                                                                           |                                         | + 4,0                  |                                                                                               |
| 1999 | 1.655                                                | 2.152                                                                           |                                         | - 15,5                 | Recesión Económica Primeros fotorradares instalados                                           |
| 2000 | 1.698                                                | 2.207                                                                           | 2.073                                   | + 2,6                  |                                                                                               |
| 2001 | 1.562                                                | 2.031                                                                           | 1.904                                   | - 8,2                  |                                                                                               |
| 2002 | 1.549                                                | 2.014                                                                           | 1.885                                   | - 1,0                  | 6 de febrero: se suspendió el uso de fotorradares 7 de agosto: Aumento de la Velocidad Urbana |
| 2003 | 1.703                                                | 2.214                                                                           | 2.144                                   | + 13,7                 |                                                                                               |
| 2004 | 1.757                                                | 2.284                                                                           | 2.152                                   | + 0,4                  |                                                                                               |
| 2005 | 1.626                                                | 2.114                                                                           | 2.170                                   | - 0,8                  |                                                                                               |
| 2006 | 1.652                                                | 2.148                                                                           | 2.179                                   | + 0,4                  |                                                                                               |
| 2007 | 1.645                                                | 2.139                                                                           | 2.157                                   | - 1,0                  |                                                                                               |
| 2008 | 1.782                                                | 2.317                                                                           | 2.334                                   | + 8,2                  |                                                                                               |
| 2009 | 1.508                                                | 1.960                                                                           | 2.105                                   | - 9,8                  | Recesión Económica                                                                            |
| 2010 | 1.595                                                | 2.074                                                                           | 2.098                                   | - 0,3                  |                                                                                               |
| 2011 | 1.573                                                | 2.045                                                                           | 2.116                                   | + 0,9                  |                                                                                               |
| 2012 | 1.523                                                | 1.980                                                                           | 2.050                                   | - 3,1                  | Marzo: ley de tolerancia cero                                                                 |
| 2013 | 1.623                                                | 2.110                                                                           | 2.121                                   | + 3,5                  |                                                                                               |
| 2014 | 1.630                                                | 2.119                                                                           | 1.989                                   | - 6,2                  | 16 de septiembre: Ley Emiia                                                                   |
| 2015 | 1.646                                                | 2.140                                                                           | 1.958                                   | - 1,6                  |                                                                                               |
| 2016 | 1.675                                                | 2.178                                                                           | 2.076                                   | + 1,8                  |                                                                                               |
| 2017 | 1.483                                                | 1.928                                                                           |                                         | - 11,5                 |                                                                                               |
| 2018 | 1.507                                                | 1.960                                                                           |                                         | + 1,6                  | 4 de agosto: Reducción de la velocidad urbana 11 de noviembre: Ley de Convivencia Vial        |
| 2019 | 1.617                                                |                                                                                 |                                         | + 7.3%                 |                                                                                               |

## Aspecto Social
El riesgo vial es más importante en comunas más pobres en Chile. El riesgo de fallecimiento de un peatón es 3 veces más alto en las comunas 10% más pobres que en las comunas 10% más ricas.

## Impacto Económico
El costo económico de los siniestros de tránsito estimado es de 2.53% del PIB de Chile en 2017. Si disminuyeran los resultados de muerte en el tránsito a cero, el Estado se ahorraría $4.940 millones de dólares que podrían invertirse en otros proyectos sociales tales como 125 teletones, entre otros.

## Impacto Humano
Con cerca de 2.000 muertes, 60.000 heridos y miles de familias impactadas al año en Chile, los siniestros de tránsito tienen un impacto muy grande sobre la sociedad chilena.
Son la primera causa de muerte externa en niños de 1-14 años y la primera causa de muerte en jóvenes entre 5-34 años. Por cada persona muerta producto de la delincuencia, mueren seis en siniestros de tránsito.

## Elementos de seguridad vial en otros países
Según la IRTAD, Chile es el país de la OECD que menos ha heho por reducir el número de fallecidos en el tránsito entre 1990 y 2016, de 15,7 por cada 100 000 personas en 1990 a 12 en 2016. Por ejemplo, en España la tasa bajó de 23,3 cada 100 000 personas en 1990 a 3,9 en 2016, y el número total de fallecidos bajó de 9.344 (año 1989) a 1.810 (año 2016).
Este es un listado de algunos cambios de seguridad vial implantados en otros países
| Medida                                                                          | Países donde se implementó | Efectos                                                                         |
| ------------------------------------------------------------------------------- | --- | ------------------------------------------------------------------------------- |
| Sistema de control de velocidad con uso de tecnología                           | Unión Europea, Australia, Brasil, Uruguay, Argentina | Mejor respeto de la velocidad máxima. Bajó hasta un 60% el número de fallecidos |
| Implementacíon de un sistema de narcotest                                       | Unión Europea | Bajó el consumo de drogas el volante                                            |
| Centralización de la licencia de conducir                                       | Unión Europea | Mejor seguimiento de los conductores y licencia más difícil de falsificar       |
| Licencia de conducir con puntos                                                 | Unión Europea, Australia | Bajó el número de infracciones y la reincidencia                                |
| Penalización de la conducción temeraria                                         | España | Bajó el número de fallecidos                                                    |
| Penalización del alto exceso de velocidad sin resultado de lesionados o muertes | - Francia: 50 km/h sobre la velocidad máxima límite con reincidencia - España : 60 km/h sobre la velocidad máxima en zonas urbanas y 80 km/h sobre la velocidad máxima en zonas urbanas - Luxemburgo: 50% sobre la velocidad máxima con reincidencia | Bajó el número de fallecidos                                                    |
| Reducción de la velocidad en zonas rurales                                      | - 70 km/h: Suecia - 80 km/h: Francia, Albania, Dinamarca, Finlandia, Holanda, Noruega, Corea, Suiza - 90 km/h: España, Uruguay, Bélgica, Italia, Luxemburgo, Portugal                                                                                | Bajó el número de fallecidos                                                    |
| Reducción de la velocidad en zonas colegio, residenciales o comerciales         | - 30 km/h por hora es la recomendación de la OMS para este tipo de vía, se ha aplicado en muchas ciudades de Europa | Bajó el número de fallecidos                                                    |

## Días de la seguridad vial
- Septiembre (Último viernes) - Día nacional sin automóvil[72]
- Noviembre (Tercer domingo) - Día Mundial en Recuerdo de las Víctimas de Violencia Vial[73][74]